# 세고비아도
세고비아 주(스페인어: Segovia)는 스페인 중부에 위치한 카스티야이레온 지방의 주로, 주도는 세고비아이다. 세고비아 주는 부르고스 주, 소리아 주, 과달라하라 주, 마드리드 지방, 아빌라 주, 바야돌리드 주와 경계를 맞대고 있으며 인구는 164,268명(2010년 기준), 면적은 6,796km2이다. 세고비아 주는 209개의 자치시로 구성되어 있다.